# Метажанр
Метажанр —  наджанровая историко-типологическая группа согласно теориям ряда российских литературоведов; крупная форма, существующая над обычными жанрами и объединяющей их по какому-то общему признаку. Существует наряду с мегажанром.  
Три концепции метажанра
I. По мнению Р. Спивак метажанр является устойчивым способом создания художественных миров, имеющим общий предмет художественного описания. В качестве примера метажанра Р .Спивак приводит философский метажанр. 
II. По мнению Н. Л. Лейдермана, метажанр — это «ведущий жанр», отражающий в себе общие семантические свойства обычных жанров. Ранее Ю. Тынянов выдвинул идею о существовании «старших жанров». По мнению Н. Л. Лейдермана, главным признаком метажанра является принцип построения художественного мира. В качестве примера метажанрового принципа он приводит «драматизацию» в классицизме. 
III. Е. Бурлина дает свою концепцию метажанра. По её мнению метажанр является методом в искусстве, неразрывно связанным с культурой времени. В качестве примера метажанра Е. Бурлина приводит комсомольскую поэзию (однако Подлубная считает комосомольскую поэзию не метажанром, а неконвенциальным наджанровым образованием). 
Общим во всех трех концепциях является признание метажанра крупной формой, существующей над обычными жанрами и объединяющей их по какому-то общему признаку. Однако только один параметр размера не позволяет отделить метажанр от некоторых крупных традиционных жанров (например, литературной сказки). 
Интерпретации
Подобно мегажанру, метажанр выходит за родовые и литературно-формальные границы традиционного жанра. В отличие от мегажанра, метажанр выходит за границы литературы и существует в культуре. Метажанр одновременно присутствует в литературе, музыке, живописи и скульптуре. Например, философский метажанр в лирике (Р. Спивак) существует одновременно в литературе и философии. Например, «соцреалистический метажанр» (Н. Лейдерман, Е. Володина) существует во всех областях соцреалистической эстетики: литературе, музыке, живописи, скульптуре, кино, и даже идеологии и мифологии коммунизма. Еще одной отличительной особенностью метажанра является его внеродовая направленность. По мнению Подлубновой, в основе метажанров лежит структурный, а не культурно-тематический признак. По своему размеру метажанр находится выше жанра и мегажанра. Отличительным признаком метажанра является связь с культурой эпохи. Особенностью метажанра является межродовое
жанровое смешение.